# Rui Vitória
Rui Carlos Pinho da Vitória (ur. 16 kwietnia 1970) – portugalski trener piłkarski, a wcześniej zawodnik.

## Kariera zawodnicza
Vitoria urodził się w miejscowości Alverca do Ribatejo, położonej w obrębie gminy Vila Franca de Xira. W czasie kariery piłkarskiej, reprezentował barwy pięciu klubów, nigdy nie grając wyżej niż w trzeciej lidze (4 sezony). Przez 11 lat rywalizował na czwartym poziomie rozgrywkowym. Przez większość swojej kariery związany z klubem U. D. Vilafranquense.
Grający na pozycji pomocnika, Vitoria zakończył karierę zawodniczą w 2003 roku, w wieku 32 lat.

## Kariera trenerska

### Wczesne lata / Fatima
Pierwszą pracą trenerską Vitorii był jego klub z lat zawodniczych – Vilafranquense, z którego w 2004 roku przeszedł do Benficy, gdzie spędził dwa sezony prowadząc zespół juniorski.
W 2006 roku podpisał kontrakt z zespołem C. D. Fatima, pomagając klubowi awansować na drugi poziom już w swoim pierwszym sezonie. Kolejny sezon zakończył się natychmiastowym spadkiem. Sezon 2008/2009 przyniósł zwycięstwo na trzecim poziomie i powrót ligę wyżej.

### Paços de Ferreira
2 czerwca 2010 roku, Vitória zmienił Ulissesa Мoraisa u steru FC Paços de Ferreira. W swoim pierwszym sezonie w najwyższej lidze, poprowadził drużynę do zajęcia siódmego miejsca w lidze, a także osiągnął finał pucharu ligi, który wygrała Benfica (2-1).

### Vitória de Guimarães
Pod koniec sierpnia 2011 r. Vitória zastąpił zwolnionego Manuela Machado jako trener drużyny Vitória de Guimarães. W sezonie 2012/2013 poprowadził klub do zdobycia Pucharu Portugalii. W finałowym meczu przeciwko Benficy drużyna z prowincji Minho zwyciężyła 2-1. 10 sierpnia 2013 roku, jego drużyna przegrała 0-3 z ekipą FC Porto w meczu o Superpuchar Portugalii.

### Benfica
15 czerwca 2015, mistrz Portugalii – Benfica potwierdził, że Vitória podpisał trzyletni kontrakt z klubem. Swoje rządy rozpoczął od porażki w meczu o Superpuchar przeciwko Sportingowi (0-1). Pomimo niezbyt udanego startu, 15 maja 2016, Benfica wygrała trzeci tytuł mistrza Primeira Liga z rzędu i 35. w historii. W całym sezonie Benfica uzbierała 88 punktów w 34 meczach co stanowi rekord ligi portugalskiej. W rozgrywkach Ligi Mistrzów dotarł do ćwierćfinału, a rozgrywki w krajowym pucharze zakończyły się siódmym w historii triumfem, wygrywając, w rozegranym 20 maja, finale z drużyną Маritimo 6-2. Rekordowy sezon był także pod względem liczby zwycięstw z rzędu w meczach wyjazdowych, których ekipie Vitóri udało się odnieść 11. Został również uhonorowany nagrodą dla najlepszego trenera Primeira Liga w sezonie 2015/2016.
7 sierpnia 2016 roku w końcu udało mu się wygrać Superpuchar Portugalii w swoim trzecim podejściu. Benfica pokonała tego dnia 3-0 zespół Bragi. W ten sposób na jego koncie były już wszystkie najważniejsze puchary w kraju. 23 października 2016 roku pobił mający ustanowiony 43 lata temu rekord Jimmy’ego Hagana 15 z rzędu wyjazdowych zwycięstw w lidze. 16 zwycięstwo Benfica odniosła pokonując CF Os Belenenses (0-2).
7 kwietnia 2017 roku, Vitória przedłużył swój kontrakt na kolejne dwa sezony. Sezon 2016/2017 przyniósł dopiero drugą w historii klubu potrójną koronę na którą składa się mistrzostwo Portugalii, Puchar Portugalii i Superpuchar.

### An-Nassr
Rui Vitória został w styczniu 2019 roku nowym trenerem saudyjskiej drużyny An-Nassr. Już w pierwszym sezonie pracy w klubie zdobył mistrzostwo i Superpuchar Arabii Saudyjskiej oraz doszedł do półfinału Azjatyckiej Ligi Mistrzów, gdzie przegrał po rzutach karnych z perskim Persepolis FC. W grudniu 2020 roku został zwolniony, zostawiając klub na przedostatnim miejscu w tabeli.

### Spartak Moskwa
Od maja 2021 roku pełni funkcję trenera Spartaka Moskwa, z którym podpisał dwuletni kontrakt.

## Tytuły

### Trenerskie
Fatima
- Trzecia Liga: 2008/2009

Paços de Ferreira
- Puchar Ligi Portugalskiej: finalista 2010/2011

Guimarães
- Puchar Portugalii: 2012/2013
- Superpuchar: finalista 2013

Benfica
- Primeira-Liga: 2015/2016, 2016/2017
- Puchar Portugalii: 2016/2017
- Puchar Ligi Portugalskiej: 2015/2016
- Superpuchar: 2016, 2017

An-Nassr
- Saudi Professional League: 2018/19
- Superpuchar Arabii Saudyjskiej: 2019

### Indywidualne
- Primeira Liga – Najlepszy Trener: 2015/2016